# ريلاتيفتي ميديا
ريلاتيفتي ميديا (بالإنجليزية: Relativity Media)‏ هي شركة إنتاج أفلام، وشركة توزيع أفلام أمريكية، تأسست في 2004، يقع مقرها في بيفرلي هيلز كاليفورنيا، تم تأسيسها بواسطة ريان كافاناف.

## روابط خارجية
- ريلاتيفتي ميديا على موقع IMDb (الإنجليزية)